# Cölestin Pestaluz
Cölestin Pestaluz OSB (* 28. Oktober 1608 in Wien; † 7. Februar 1678 in Steyr) war Benediktiner und Abt des Stiftes Gleink.

## Leben
Pestaluz entstammte einer Wiener Adelsfamilie und wurde am 28. Oktober 1608 in Wien geboren. In den ersten Jahren seiner Jugend studierte er Humanwissenschaften und war zugleich im Dienste des Fürstbischofs Anton Wolfradt, Abt des Stiftes Kremsmünster, in welches er später auch eintrat und am 25. März 1637 die Profess ablegte. Am 2. Februar 1643 wurde er zum Priester geweiht. 
Für höhere Studien wurde er nach Salzburg geschickt, wo er später auch selbst Theologie und Philosophie lehrte. Danach wurde er zum Verwalter, zum Prior und als Pfarrer nach Thalheim berufen.
Weil durch den Tod von August Kausler ein neuer Abt für das Kloster Gleink erforderlich war, wurde Cölestin Pestaluz zur Leitung des Stiftes berufen. Damit er aber das Kloster, in damaliger Zeit ohnehin finanziell erschöpft, nicht leer aufsuchen würde, brachte er das in der Pfarre Thalheim Ersparte mit sich. 
Unter ihm begann für Gleink die große barocke Bauperiode, die unter seinem Nachfolger Abt Rupert II. ausklang. Vor allem trieb er die Restaurierung der Stiftskirche voran, die dadurch das heutige Gepräge erhielt.
Noch vor seinem 62. Lebensjahr und vor seinem 20. Jahr im Amt erlitt er einen Schlaganfall. Schließlich starb er am 7. Februar 1678. Er wurde in der Kirche des Klosters vor dem Altar bestattet.

## Nachweise
- Hieronymus Besange: Synopsis Vitae Religiosorum. 1777, S. 23 ff

| Personendaten    | Personendaten                                 |
| ---------------- | --------------------------------------------- |
| NAME             | Pestaluz, Cölestin                            |
| KURZBESCHREIBUNG | Abt des ehemaligen Benediktinerstiftes Gleink |
| GEBURTSDATUM     | 28. Oktober 1608                              |
| GEBURTSORT       | Wien                                          |
| STERBEDATUM      | 7. Februar 1678                               |
| STERBEORT        | Steyr                                         |